# Combate de Gualeguay
El combate de Gualeguay fue un enfrentamiento que tuvo lugar el 18 de febrero de 1814 en el pueblo de Gualeguay, provincia de Entre Ríos (República Argentina) entre tropas federales y las que respondían al Directorio en los comienzos de la larga guerra civil que afectaría a las Provincias Unidas del Río de la Plata.

## Gualeguay
Las diferencias entre el líder oriental José Gervasio Artigas y el gobierno de las Provincias Unidas había alcanzado un punto de no retorno tras el rechazo de sus diputados ante la Asamblea del año XIII. El 20 de enero de 1814 las fuerzas artiguistas en número de 3000 hombres abandonaron el sitio de Montevideo para marchar a la ribera occidental del río Uruguay.
Derrotado por Fernando Otorgués Manuel Pinto Carneiro en el combate de Arroyo de la China y obligado a evacuar la provincia el comandante general de Entre Ríos Hilarión de la Quintana solo quedaban en pie los refuerzos enviados desde Buenos Aires al mando del coronel Eduardo Kaunitz, barón de Holmberg.
Pinto Carneiro consiguió llegar a Paraná y poner al tanto de los sucesos a Holmberg, quien decidió pese a todo avanzar. Ocupó Nogoyá el día 13 y de allí siguió hacia Paso Jacinta desde donde decidió enviar a Pinto Carneiro a Gualeguay para conseguir refuerzos y caballadas. Pero lejos de obtenerlos, se limitó a saquear el pueblo hasta que el 18 de febrero fueron atacados, vencidos y dispersados por un contingente de 300 hombres liderado por el artiguista Gregorio Samaniego.
El 18 Pinto se reintegró a la columna de Holmberg en el paso de Jacinta, quien juzgó prudente replegar su columna a la Bajada de Paraná pero la ciudad fue capturada antes por el teniente coronel Eusebio Hereñú con 300 hombres y el 22 de febrero se producía el Combate de El Espinillo, el primero de envergadura de las guerras civiles